# Erhard Schön

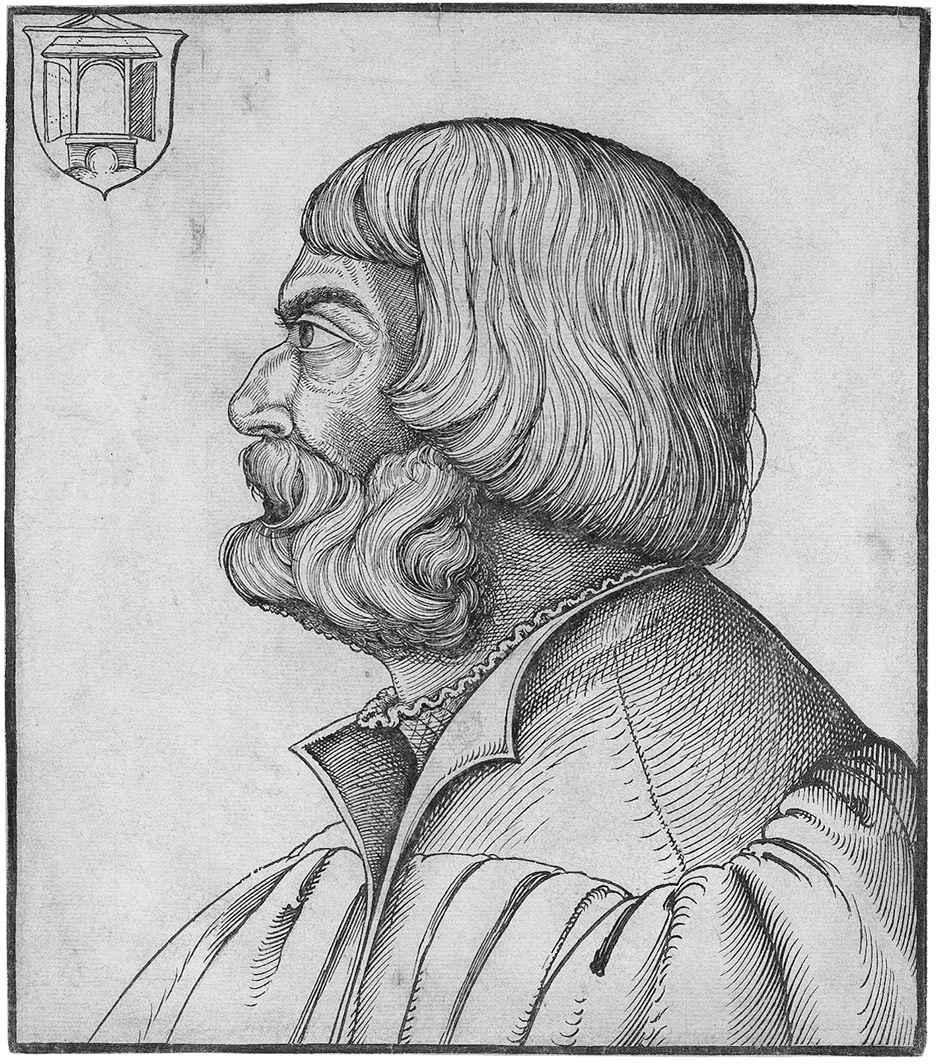
Erhard Schön: Porträt von Albrecht Dürer, nach 1528

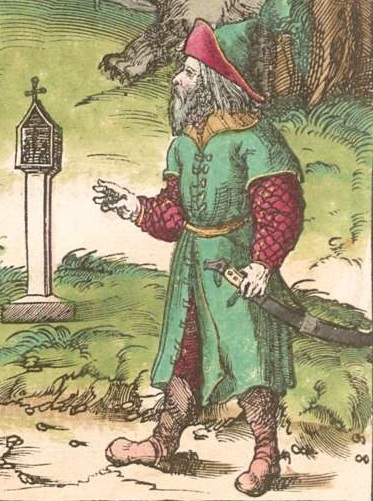
Theuerdank

Erhard Schön oder Erhard Schoen (* um 1491 in Nürnberg; † zwischen 20. September und 20. Dezember 1542 ebenda) war ein deutscher Zeichner und Holzschneider.

## Leben
Erhard Schön wurde in Nürnberg als Sohn des Malers Marx Schön III. geboren. Wahrscheinlich lernte er in der Werkstatt seines Vaters das Kunsthandwerk. Er war deutlich von Albrecht Dürers Weise, Druckplatten herzustellen, beeinflusst. Er könnte ein paar Holzschnitte für Dürers Werke der Triumphbogen (1515) und Theuerdank (1517) gefertigt haben. Besonders die Art, wie Schön Figuren geformt und platziert hat, ist deutlich nach Dürers Vorbild. Nach Dürers Tod machte Schön einen Holzschnitt vom Künstler.
Holzschnittporträts waren nur eines der Genres, mit denen Schön arbeitete. Er fertigte Druckplatten entsprechend der Nachfrage und war ein beliebter und gesuchter Künstler. Rund 1200 Illustrationen in 116 Büchern und weitere 200 Holzschnitte werden ihm zugeschrieben. Das erste bekannte Werk ist ein Buch mit einer Reihe Holzschnitte von 1513. Bis 1524 illustrierte er hauptsächlich religiöse Bücher. Zusammen mit Hans Springinklee lieferte er im Jahr 1515 anspruchsvolle Illustrationen für das Gebetbuch Hortulus Animae.

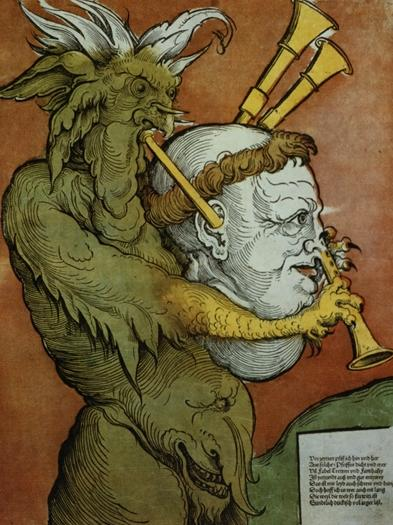
Ein Mönch als Sackpfeife des Teufels

Eine seiner besten Arbeiten ist die Form eines großen Rosenkranzes aus dieser Zeit. Ab 1520 schuf er eine Anzahl polemischer Werke, in denen er den Katholizismus kritisierte und den Lutheranismus pries.
Mitte der 1520er und Anfang der 1530er Jahre zeigen diese satirischen Arbeiten Einflüsse von Barthel Beham, Sebald Beham und Georg Pencz. Da erweiterte er sein Repertoire mit säkulären Themen, immer noch mit einem satirischen Ton. Ab 1530 begann er, sich klassischen Themen zu widmen, wie dem Urteil des Paris und Laokoon. 1538 veröffentlichte Christoph Zell aus Nürnberg ein Werk über Proportionen in Architektur und Bildern.